# Koninkrijk Kajara
Het koninkrijk Kajara was een van de zes onafhankelijke koninkrijken die waren opgericht na de val van het koninkrijk Mpororo in 1752. Het werd geregeerd door een Omukama (koning).
Uiteindelijk werd het een deel van het koninkrijk Ankole in 1914.

## Heersers
| Periode           | Omukama (koning) |
| ----------------- | ---------------- |
| 1752 tot onbekend | Kihondwa         |
| onbekend tot 1901 | Rugarama         |